# Waterkrachtcentrale Churchill Falls
De waterkrachtcentrale Churchill Falls ligt in de Churchill in de Canadese provincie Newfoundland en Labrador. Ondergronds staan elf turbines opgesteld met een totaal vermogen van 5428 MW. Het is de op een na grootste centrale van zijn soort in Canada, na de waterkrachtcentrale Robert-Bourassa in de La Grande met een capaciteit van ruim 5600 MW. De centrale kwam in gebruik tussen 1971 en 1974. De twee aandeelhouders van de centrale zijn Nalcor Energy (65,8%) en Hydro-Quebec (34,2%), respectievelijke publieke nutsbedrijven van Newfoundland en Labrador en Quebec.

## Waterval
De rivier stond aanvankelijk bekend als Grand River. In 1839 bezocht John MacLean als eerste westerling de regio en ontdekte een 75 meter hoge waterval, die hij Grand Falls noemde. Pas in 1965 werd de naam van de rivier Churchill River, ter ere van de Britse staatsman en premier van 1940 tot 1945 Winston Churchill. In de nabijheid was na de Tweede Wereldoorlog een groot ijzererts gebied ontdekt. Er werd een mijn aangelegd door de Iron Ore Company of Canada en een spoorlijn, de Quebec North Shore and Labrador Railway, die het gebied in 1954 ontsloot. De plaats van de waterval was ideaal voor een waterkrachtcentrale.

## Beschrijving
Met de bouw van de centrale werd op 17 juli 1967 aangevangen. De centrale werd zo'n 20 km ten zuidoosten van de oorspronkelijke waterval gebouwd, die voor een groot deel drooggelegd werd. Op die plaats bouwde men het bedrijfsdorp Churchill Falls. De generatorhal ligt in het geheel ondergronds en werd uit rots gehouwen. De hal is 296 meter lang, 25 meter breed en 47 meter hoog. Er staan elf francisturbines opgesteld met een totaal vermogen van 5428 MW. Per jaar wordt 35 GWh aan elektriciteit opgewekt. De valhoogte van het water is 312 meter.
Het water in het stuwmeer wordt niet tegengehouden door een dam, maar er zijn 88 dijken aangelegd op de laagste plaatsen rondom het meer. Deze dijken hebben een totale lengte van 64 kilometer en zijn gemiddeld negen meter hoog. Het Smallwood Reservoir heeft een oppervlakte van 6.527 km² en bevat zo’n 28 km³ water. Later werd hierop het Ossokmanuan Reservoir aangesloten, dit zuidwestelijker gelegen meer was initieel voor een ander project bestemd (de Waterkrachtcentral Twin Falls) maar dat werd afgeblazen.
Het stroomgebied van de Churchill rivier is zo'n 60.000 km². Met de toevoeging van de rivieren die het Ossokmanuan Reservoir voeden werd 12.000 km² aan het stroomgebied toegevoegd. In het stroomgebied is de gemiddelde jaarlijkse neerslag 410 mm regen en 390 cm sneeuw, dit betekent een totaal watervolume van 52 km³.

## Financiën
In 1953 werd de British Newfoundland Development Corporation (BRINCO) opgericht om het waterkrachtpotentieel van de toenmalige provincie Newfoundland te gaan benutten. In 1958 werd de Hamilton Falls (Labrador) Corporation Limited opgericht als dochterbedrijf van BRINCO om specifiek te werken rond een site aan Hamilton Falls (de toenmalige naam voor Churchill Falls).
Omdat Labrador geen interne markt had om de door een eventuele centrale opgewekte energie te verkopen, moest er een deal gesloten worden met de aangrenzende regio Quebec. In 1963 nationaliseerde Quebec al zijn waterkrachtcentrales onder de noemer Hydro-Québec en raadde het Newfoundland aan hetzelfde te doen met het Hamilton Falls-project, wat Joey Smallwood weigerde.
Na in totaal 16 jaar onderhandelen zat BRINCO in 1969 financieel aan de grond terwijl Quebec toen een voortvarende economie had. Daar de waterkrachtcentrale al in aanbouw was en Quebec een sterke onderhandelingspositie had, sloot BRINCO een vooral voor Quebec zeer interessante deal. Quebec zou 90% van de energie krijgen aan een vaste prijs gedurende 40 jaar en de deal was verlengbaar (en werd verlengd) tot 2041. Doordat deze elektriciteit aan een extreem lage aankoopprijs Quebec bereikt, verkoopt die provincie ze al vele jaren voor een veel hogere prijs aan hun Amerikaanse buurstaat New York.
De waterkrachtcentrale draagt sinds het begin dus amper bij aan de provincie waarin ze gelegen is. BRINCO kreeg toentertijd echter bijval aangezien het de centrale kon bouwen zonder inbreng van Newfoundlandse publieke middelen. In 1981 had BRINCO zijn investering terugverdiend en begon het dus zelf ook winst te maken aan het project. Het in 2007 opgerichte Newfoundlands en Labradors staatsbedrijf Nalcor Energy heeft op heden de niet-Quebecse aandelen in bezit.

### Memorandum van overeenstemming van 2024
Op 12 december 2024 werd er te St. John's een memorandum van overeenstemming ondertekend tussen de Quebecse premier François Legault en de premier van Newfoundland en Labrador Andrew Fury. In het akkoord werd afgesproken dat de prijs die Quebec moet betalen voor de energie zal stijgen van 0,2 cent naar 5,9 cent per kilowattuur, oftewel vrijwel het dertigvoudige van de tot dan toe geldende prijs. Daarentegen zou Quebec wel energiezekerheid bekomen tot in 2065. Quebec zal aan Newfoundland en Labrador van 2025 tot 2041 jaarlijks 1 miljard Canadese dollar betalen, van 2041 tot 2056 jaarlijks 2 miljard dollar en van 2056 tot 2065 jaarlijks 4 miljard dollar, met clausules die de prijzen nog kunnen doen oplopen. Dit in vergelijking met de provinciale begroting van Newfoundland en Labrador, die anno 2024 zo'n 10,4 miljard dollar bedraagt.
Bij de plannen hoorden ook gezamenlijke investeringen van beide provincies in de Waterkrachtcentrale Churchill Falls, onder andere in de vergroting van elektriciteitsopwekkende capaciteit van de bestaande centrale en in het bouwen van een bijkomende ondergrondse energieopwekkingscentrale. Daarnaast gaan beide provincies ook samen investeren in de nieuw te bouwen Waterkrachtcentrale Gull Island.

## Bosbrand 2024
Op 19 juni 2024 werden alle inwoners van Churchill Falls verplicht geëvacueerd wegens een gevaarlijke bosbrand op relatief korte afstand van de plaats. Slechts enkele tientallen essentiële personeelsleden van de waterkrachtcentrale bleven achter. In de dagen nadien werd er op grote schaal water geloosd, dit zowel om de kans te verkleinen dat het vuur de Churchill-rivier zou oversteken, evenals uit veiligheidsoverwegingen moest de brand de centrale bereiken. Op 26 juni 2024 stak de brand, ondanks de vele inspanningen en hulp uit andere provincies, de rivier over, waardoor hij de kant van het dorp en de centrale bereikte. Ook de laatste essentiële medewerkers moesten daarom vertrekken, waardoor er voor de werking van de centrale volledig overgeschakeld werd naar controle vanop afstand. Door gunstige weersomstandigheden geraakte de brand uiteindelijk onder controle, waardoor na enkele dagen er terug een beperkte personeelsbezetting was en vanaf 3 juli 2024 iedereen mocht terugkeren.

## Naslagwerken
- (en)  Langevin Côté Heritage of power: the Churchill Falls development from concept to reality Churchill Falls (Labrador) Corporation Limited, St. John's, 1975
- (en)  Dales, John H. Hydroelectricity and Industrial Development Quebec 1898-1940, Harvard University Press, Cambridge, Massachusetts, 1957